# NGC 7339
NGC 7339 في الفهرس العام الجديد، هي مجرة، تقع في كوكبة الفرس الأعظم. اكتشفت في 19 سبتمبر 1784 بواسطة ويليام هيرشل.

## روابط خارجية
- NGC 7339 على موقع ويكي سكاي: DSS2, SDSS, GALEX, IRAS, Hydrogen α, X-Ray, Astrophoto, Sky Map, Articles and images